# Копилівська вулиця
Копи́лівська ву́лиця — вулиця в Подільському районі міста Києва, місцевості Куренівка та Сирець. Пролягає від вулиці Олени Теліги до Сирецької вулиці.
Прилучаються вулиці Петропавлівська, Рилєєва, провулки Максима Кривцова та Цукровий.

## Історія
Вулиця виникла у 40–50-х роках XIX століття під такою ж назвою, від урочища Копилів.

## Установи та заклади
- Дитяча поліклініка № 1 Дитячої клінічної лікарні № 9.
- Київський дитячий міський гастроентерологічний центр.
- № 23 — Романо-германська гімназія № 123 (до початку 2000-х — спеціалізована загальноосвітня школа № 123 з поглибленим вивченням німецької мови); відкрита 1 вересня 1935 року як жіноча школа.
- № 36 — Ліцей № 2 імені В'ячеслава Єрка з поглибленим вивченням предметів природничого циклу (відкрита 1943 року як шестирічна школа № 2, містилась у двоповерховій дерев'яній будівлі на розі вулиць Фрунзе і Сирецької, у 1969 році переведена до сучасного приміщення, протягом 1971–2013 років мала статус середньої загальноосвітньої)[1].
- № 38 — Київський вітамінний завод, колишній пивзавод Марра (промисловий корпус поч. ХХ ст. споруджено за проєктом архітектора Владислава Городецького).

## Особистості
- Середню школу № 123 (буд. № 23) закінчила письменниця Ліна Костенко (навчалася тут з 1944).[2] Завучем у цій школі працював колишній розвідник Євген Березняк[3]. У 1945 році школу відвідав тогочасний нарком освіти УРСР Павло Тичина[4].
- У середній школі № 2 (буд. № 36) навчався військовий льотчик, Герой України (2022, посмертно) В'ячеслав Єрко. З 2023 року навчальний заклад (нині — ліцей № 2) має його ім'я.

## Пам'ятні знаки

Меморіальна дошка Героєві України В'ячеславові Єрку на фасаді ліцею № 2 (буд. № 36). Відкрито 1 жовтня 2024 року

Перед будівлею школи № 2, яка до 2023 року мала ім'я Д. М. Карбишева (нині — ліцей № 2 імені В. Єрка), стояв пам'ятний знак цьому радянському генералові (стела, облицьована червоним гранітом, барельєф — бронза; демонтовано 2024 року), при вході до школи висіла анотаційна дошка із зображенням медалі «Золота Зірка».

## Галерея

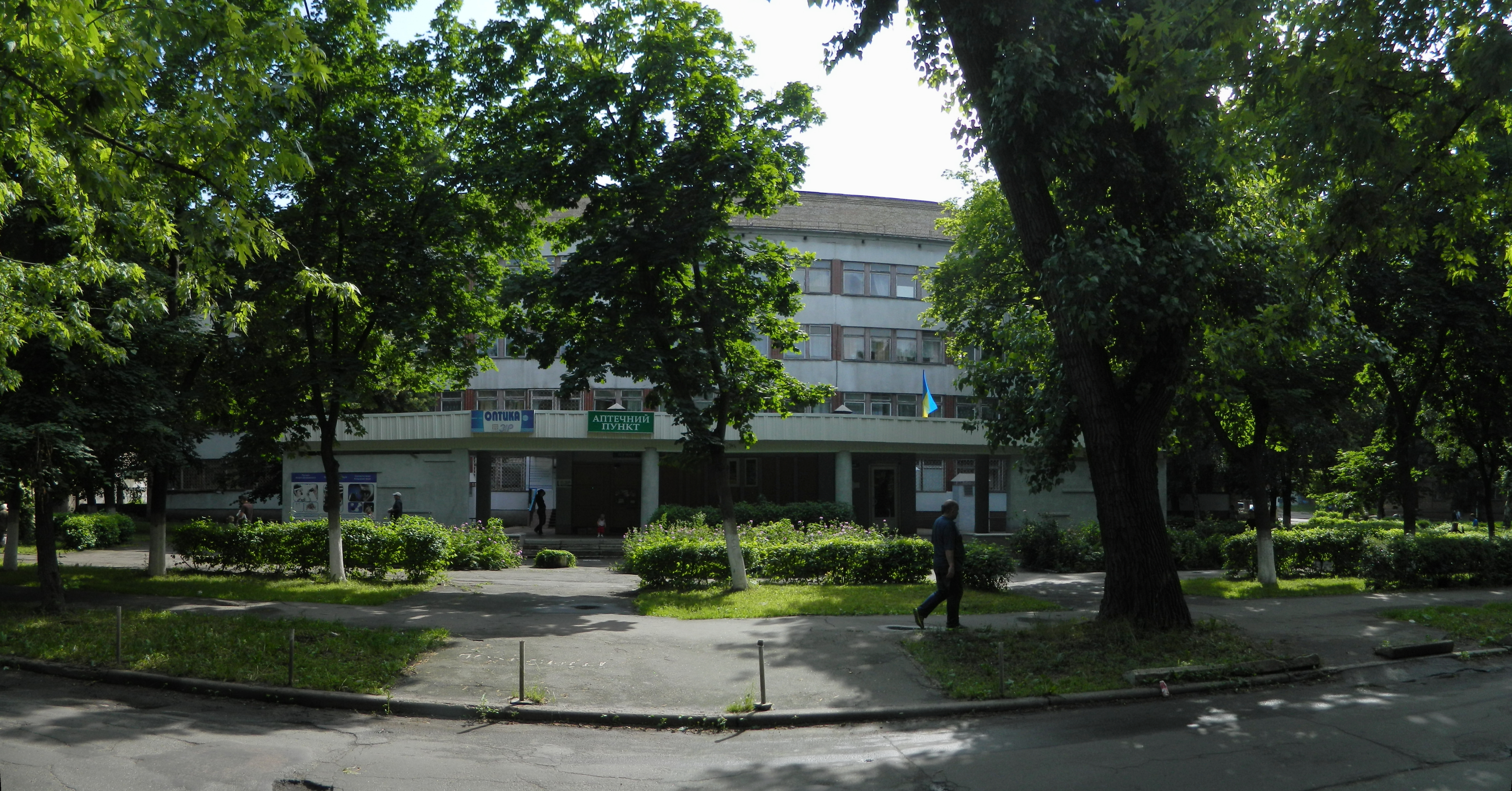
Дитяча поліклініка № 1 Дитячої клінічної лікарні № 9
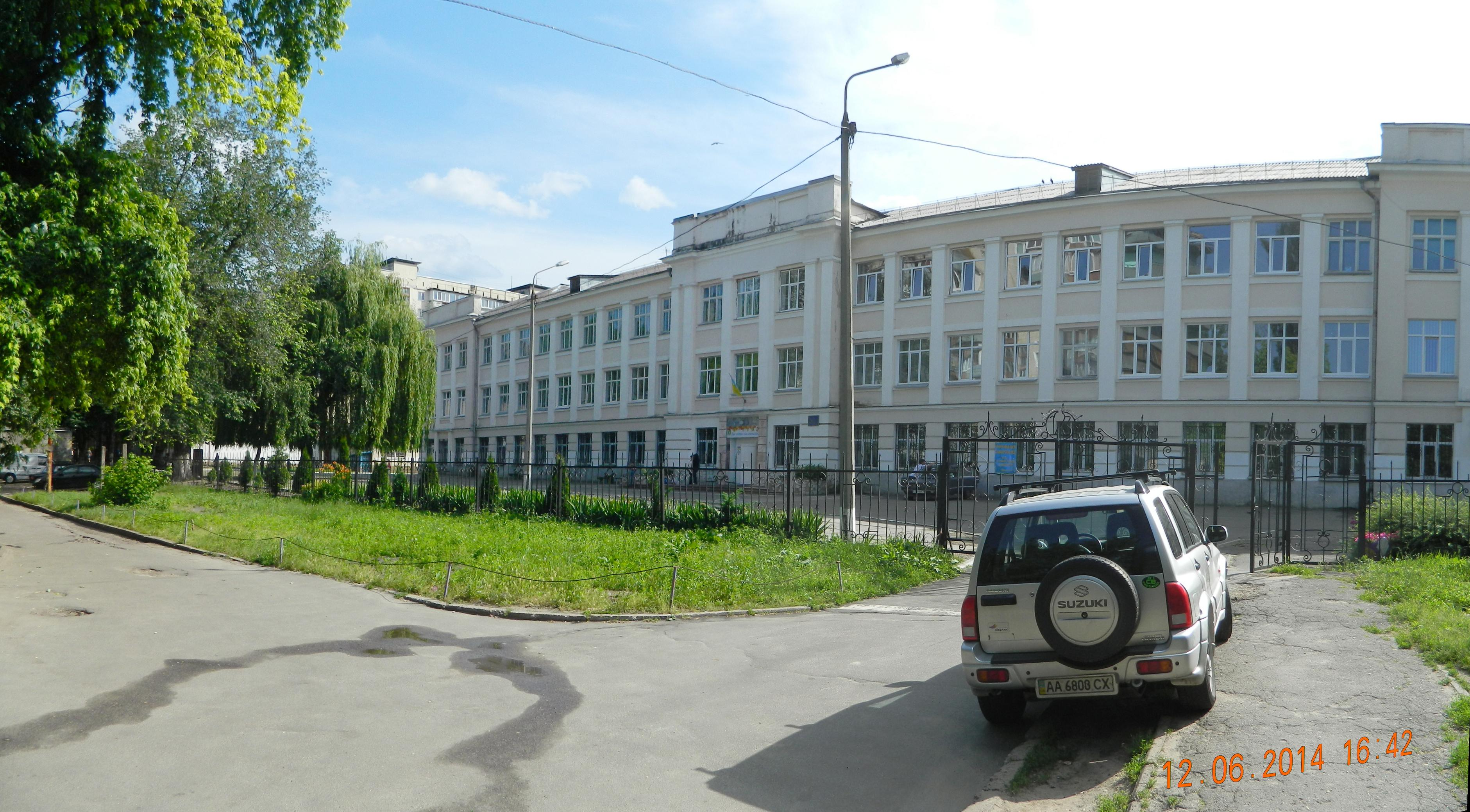
Романо-германська гімназія (раніше — середня школа) № 123, яку закінчила Ліна Костенко
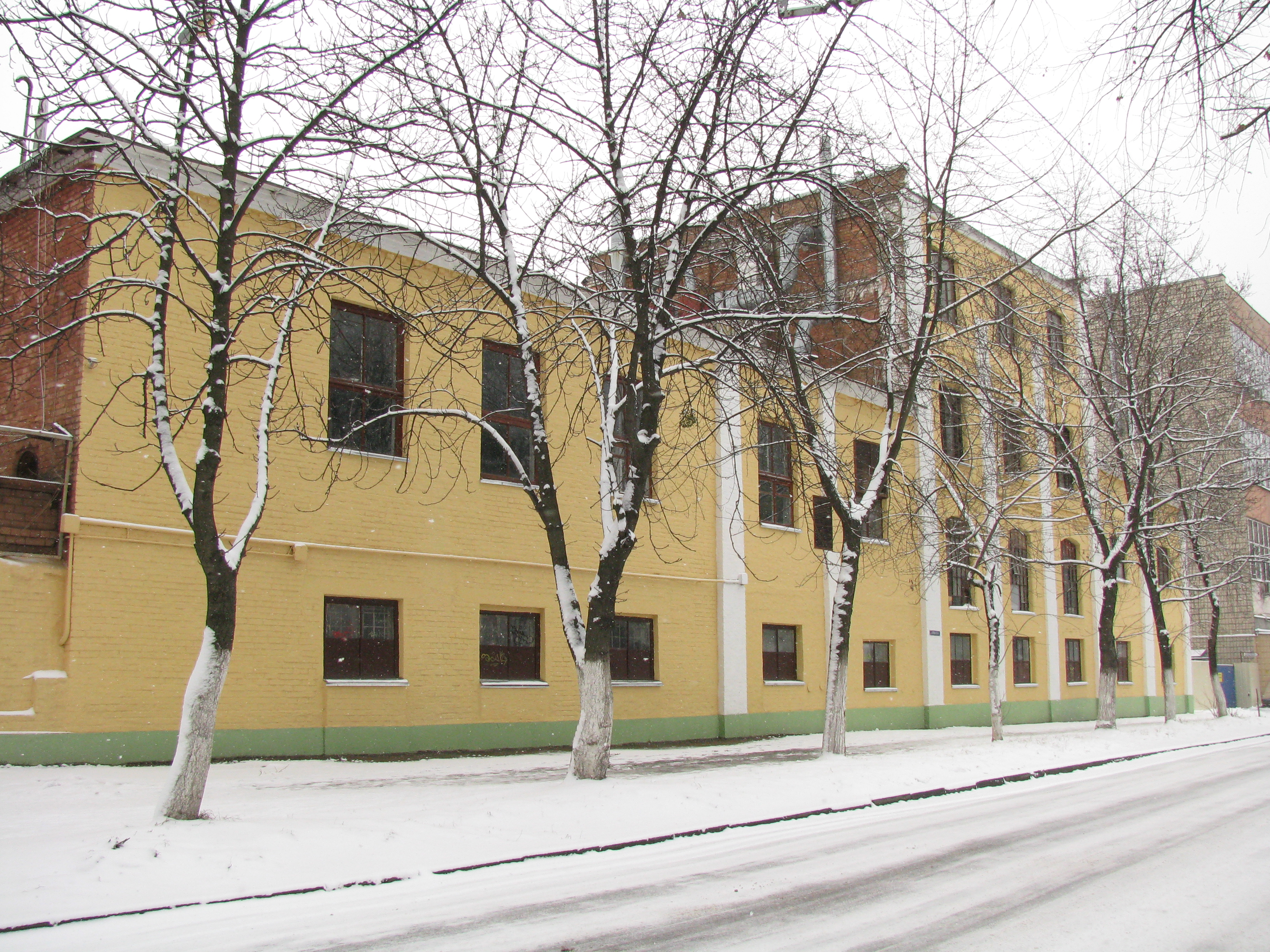
Київський вітамінний завод
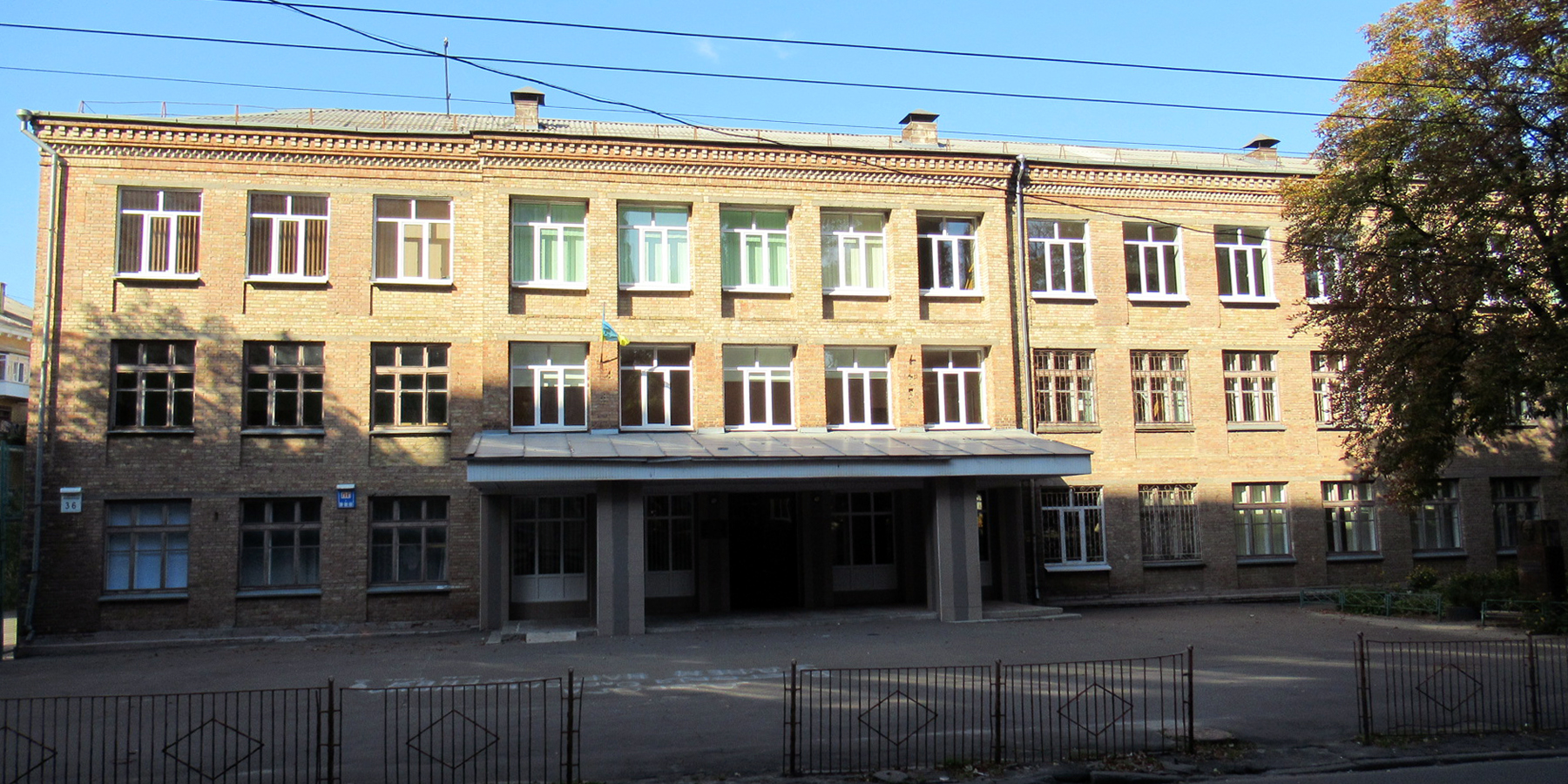
№ 36 — ліцей № 2, типовий проєкт 2-02-76